# Mubarakpur
Mubarakpur is een stad en gemeente in het district Azamgarh van de Indiase staat Uttar Pradesh. 

## Demografie
Volgens de Indiase volkstelling van 2001 wonen er 51.080 mensen in Mubarakpur, waarvan 51% mannelijk en 49% vrouwelijk is. De plaats heeft een alfabetiseringsgraad van 50%.

## Geboren
- Khalid Sheikh Hafiz (1938-1999), imam